# RJ-50
RJ-50 (ang. Registered Jack – type 50) – złącze elektroniczne, stosowane w telekomunikacji oraz w automatyce, wyposażone w 10 pinów.
Złącze jest wykorzystywane m.in.:
- do podłączania domofonów (przewód 10-żyłowy)[2]
- do podłączania pilotów sterujących pracą łóżek szpitalnych wyposażonych w napędy elektryczne do ich sterowników. Takie rozwiązanie stosuje np. LINAK, duński producent siłowników i układów sterujących ich pracą;
- w przyłączach transmisji szeregowej realizowanej za pomocą interfejsu RS-232 lub RS-485 np. w kablach łączących urządzenia peryferyjne takie jak czytnik kart kredytowych, drukarka fiskalna itp. z komputerem[3].